# Recopa Árabe 1993
La Recopa Árabe 1993 fue la cuarta edición del torneo de fútbol a nivel de clubes del mundo árabe organizado por la UAFA y que contó con la participación de 10 equipos campeones de copa de sus respectivos países.
El campeón defensor CO Casablanca de Marruecos venció a Al-Qadisiyah de Arabia Saudita en la final jugada en Doha, Catar para ser campeón del torneo por tercera ocasión.

## Fase de grupos
Todos los partidos se jugaron en el Hamad bin Khalifa Stadium.

### Grupo A
| Club         | J | G | E | P | GF | GC | GD | PTS |
| ------------ | - | - | - | - | -- | -- | -- | --- |
| Al-Mourada   | 4 | 3 | 1 | 0 | 8  | 3  | +5 | 7   |
| ES Sahel     | 4 | 2 | 2 | 0 | 7  | 5  | +2 | 6   |
| Al-Ahli Doha | 4 | 2 | 1 | 1 | 9  | 5  | +4 | 5   |
| Al-Salmiya   | 4 | 0 | 1 | 3 | 3  | 7  | −4 | 1   |
| Al-Faisaly   | 4 | 0 | 1 | 3 | 3  | 10 | −7 | 1   |

| Equipo 1      | Resultado | Equipo 2      |
| ------------- | --------- | ------------- |
| ES Sahel      | 1-1       | Al-Mourada SC |
| Al-Ahli Doha  | 3-0       | Al-Faisaly    |
| Al-Mourada SC | 2-1       | Al-Ahli Doha  |
| ES Sahel      | 2-0       | Al-Salmiya SC |
| Al-Faisaly    | 1-2       | ES Sahel      |
| Al-Salmiya SC | 0-1       | Al-Mourada SC |
| Al-Ahli Doha  | 2-2       | ES Sahel      |
| Al-Salmiya SC | 1-1       | Al-Faisaly    |
| Al-Faisaly    | 0-1       | Al-Mourada SC |
| Al-Ahli Doha  | 1-1       | Al-Salmiya SC |

### Grupo B
| Club          | J | G | E | P | GF | GC | GD | PTS |
| ------------- | - | - | - | - | -- | -- | -- | --- |
| CO Casablanca | 4 | 3 | 1 | 0 | 6  | 0  | +6 | 7   |
| Al-Qadisiyah  | 4 | 2 | 1 | 1 | 7  | 3  | +4 | 5   |
| ASO Chlef     | 4 | 2 | 1 | 1 | 6  | 4  | +2 | 5   |
| Haifa SC      | 4 | 1 | 0 | 3 | 2  | 7  | −5 | 2   |
| Al-Nasr Dubai | 4 | 0 | 1 | 3 | 1  | 8  | −7 | 1   |

| Equipo 1         | Resultado | Equipo 2         |
| ---------------- | --------- | ---------------- |
| ASO Chlef        | 2-0       | Haifa SC         |
| CO Casablanca    | 4-0       | Al-Nasr Dubai SC |
| Al-Qadisiyah     | 4-2       | ASO Chlef        |
| CO Casablanca    | 1-0       | Haifa SC         |
| Haifa SC         | 0-3       | Al-Qadisiyah     |
| ASO Chlef        | 1-0       | Al-Nasr Dubai SC |
| Al-Qadisiyah     | 0-1       | CO Casablanca    |
| Al-Nasr Dubai SC | 2-0       | Haifa SC         |
| CO Casablanca    | 0-0       | ASO Chlef        |
| Al-Nasr Dubai SC | 0-0       | Al-Qadisiyah     |

## Fase Final
|  | Semifinales       | Semifinales   |   |  | Final              | Final |  |
|  |                   |               |   |  |                    |       |  |
|  |                   |               |   |  |                    |       |  |
|  | Doha, 31 de enero |               |   |  |                    |       |  |
|  | Al-Mourada SC     | 0             |   |  |                    |       |  |
|  | Al-Qadisiyah      | 3             |   |  |                    |       |  |
|  |                   |               |   |  |                    |       |  |
|  |                   |               |   |  | Doha, 2 de febrero |       |  |
|  |                   |               |   |  | Al-Qadisiyah       | 0     |  |
|  |                   | CO Casablanca | 1 |  |                    |       |  |
|  |                   |               |   |  |                    |       |  |
|  |                   |               |   |  |                    |       |  |
|  |                   |               |   |  | Tercer lugar       |       |  |
|  | Doha, 31 de enero |               |   |  |                    |       |  |
|  | CO Casablanca     | 1             |   |  |                    |       |  |
|  | ES Sétif          | 0             |   |  |                    |       |  |

## Campeón
| Recopa Árabe 1993       |
| ----------------------- |
| Bandera de Marruecos    |
| CO Casablanca 3º Título |